# パホイホイ溶岩

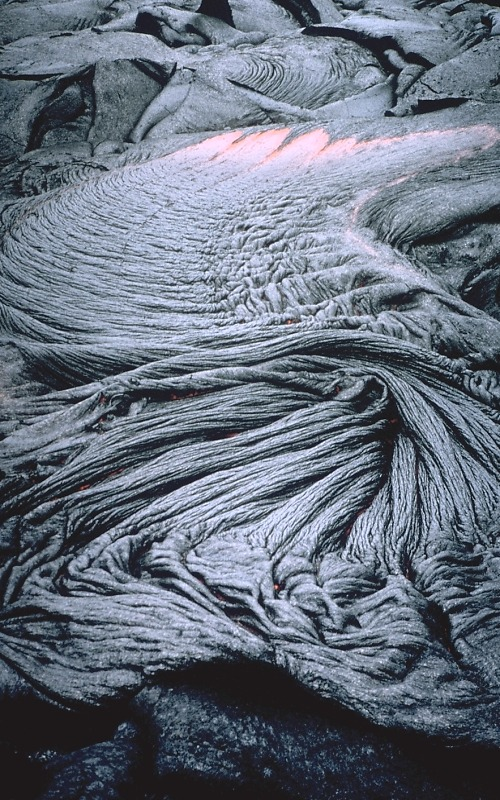
パホイホイ溶岩（ハワイ・キラウエア火山）

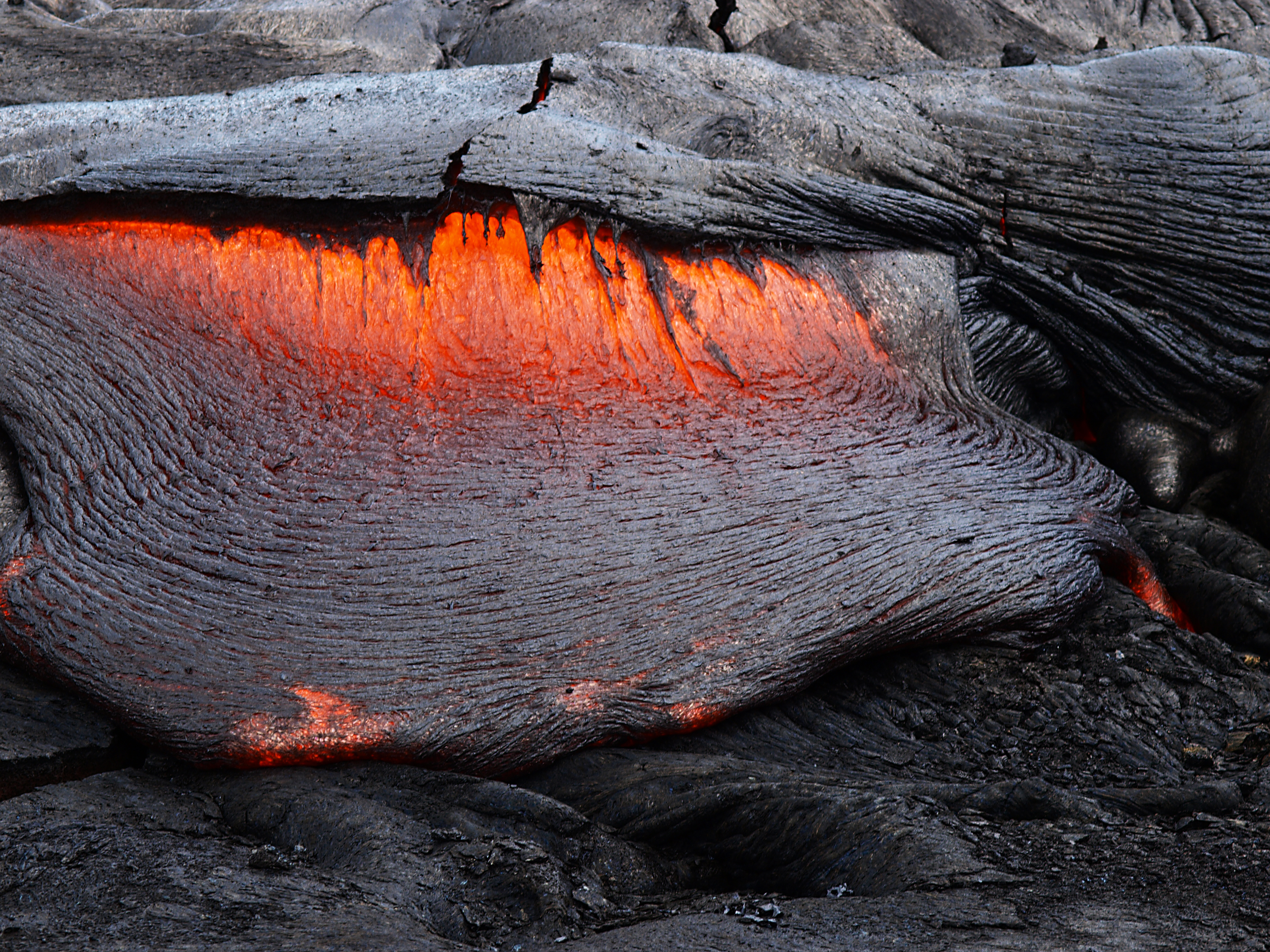
固化しながら縄状構造を形作るパホイホイ溶岩（ハワイ・キラウエア火山）

パホイホイ溶岩（パホイホイようがん、英: pahoehoe lava）は、表面の形態で分類した溶岩流の一種。ハワイ語に由来する地球科学の専門用語で、語源であるハワイ語のPāhoehoeは、「表面が滑らかで砕けていない溶岩」を指し、発音は「パーホエホエ」に近いが、日本では一般的に「パホイホイ溶岩」が広く用いられる。

## 概説
パホイホイ溶岩は、平滑な表面を持つ溶岩流であり、表面には「縄状構造」や丸みを帯びたトウ (toe) またはローブ (lobe) と呼ばれる袋状、舌状の構造が見られる。このような表面形態は、流下する粘性の低い高温溶岩表面が冷却によって固化し、表面張力により丸みを帯びた薄い冷却殻をもつローブ、トウが形成されることで形作られる。そしてローブの一部が破れて同じようなローブが形成され全体が前進していく。縄状構造は薄い冷却殻が固化するときに水平応力で皺がよって作られる。
未固結のローブ中心部がつながったり、チャンネル状の流れが下方を侵食し溶岩堤防が上面でつながってしまうことで溶岩チューブ（トンネル）を形成することがあり、溶岩が冷却しないまま遠方まで流れることに役立つ。溶岩チューブの天井はよく崩落して、スカイライト（天窓）が形成される。
パホイホイ溶岩とアア溶岩の違いは、冷却固化してできる表面冷却殻が連続体として保たれるか、破壊されクリンカーが生じるかという点で、これはパホイホイ溶岩がニュートン流体的でありアア溶岩はそうではないことを示す。実際には温度の低下や石基結晶度の増大などによる粘性の増大、または同じ粘性なら変形速度が大きくなることでパホイホイ溶岩からアア溶岩への変化が起きている。温度低下、結晶度増加は流下するにつれて進行するので、流下するにつれてパホイホイ溶岩からアア溶岩へ変化することが一般的だが、変形速度が効いている場合には、急斜面でアア溶岩だった溶岩流が緩斜面で再びパホイホイ溶岩に変化する例が知られている。